# Jens Geerinck
Jens Geerinck (né le 9 septembre 1993 à Termonde) est un coureur cycliste belge.

## Biographie
Jens Geerinck naît le 9 septembre 1993 à Termonde en Belgique.
Il intègre l'équipe EFC-Omega Pharma-Quick Step en 2012. Il remporte le contre-la-montre par équipes du Tour d'Eure-et-Loir. 
En 2013, il obtient plusieurs places d'honneur sur les épreuves de l'UCI Europe Tour. Il termine 4e du Circuit du Pays de Waes, 10e du Grand Prix de la ville de Pérenchies et 6e de la Flèche du port d'Anvers. Il s'impose également sur le Mémorial Danny Jonckheere, course nationale belge disputée sur 175 kilomètres. L'année 2014 le voit monter cette fois-ci sur le podium de la Flèche du port d'Anvers en troisième position. 
Il décide de s'engager pour l'équipe continentale Cibel pour la saison 2015.

## Palmarès sur route

### Par année
- 2009[1]

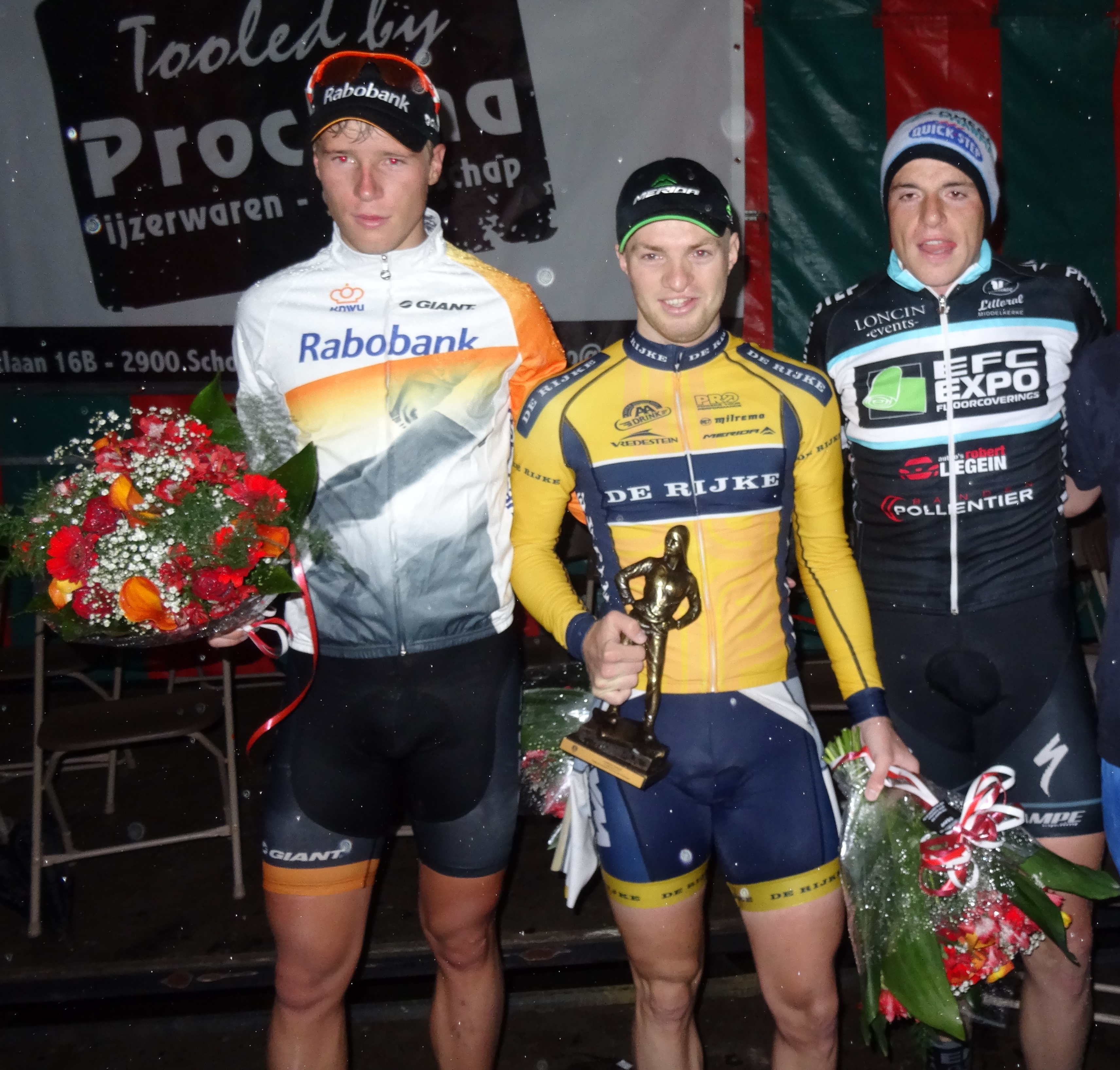
Podium de l'édition 2014 de la Flèche du port d'Anvers : Ivar Slik (2e), Yoeri Havik (1er) et Jens Geerinck (3e).

  - Champion de Flandre-Orientale sur route débutants
- 2011
  - Champion de Flandre-Orientale du contre-la-montre juniors
  - 2e du Circuit des régions flamandes
  - 2e du Keizer der Juniores
- 2012
  - 3e étape du Tour d'Eure-et-Loir (contre-la-montre par équipes)
- 2013
  - Mémorial Danny Jonckheere
- 2014
  - 3e de la Flèche du port d'Anvers

### Classements mondiaux
| Année           | 2013 | 2014 |
| --------------- | ---- | ---- |
| UCI Europe Tour | 558e | 468e |

## Palmarès sur piste

### Championnats de Belgique
- 2011
  -  Champion de Belgique de poursuite par équipes juniors (avec Jasper De Buyst, Aimé De Gendt et Saimen De Laeter)